# Colaranea
Colaranea Court & Forster, 1988 è un genere di ragni appartenente alla famiglia Araneidae.

## Distribuzione
Le quattro specie oggi note di questo genere sono state rinvenute in Nuova Zelanda.

## Tassonomia
A maggio 2011, si compone di quattro specie:
- Colaranea brunnea Court & Forster, 1988 — Nuova Zelanda
- Colaranea melanoviridis Court & Forster, 1988 — Nuova Zelanda
- Colaranea verutum (Urquhart, 1887) — Nuova Zelanda
- Colaranea viriditas (Urquhart, 1887)[2] — Nuova Zelanda

### Sinonimi
- Colaranea discolora (Urquhart, 1887); trasferita dal genere Araneus, nel 1988 ne è stata riscontrata una sinonimia con Colaranea viriditas (Urquhart, 1887) a seguito di un lavoro di Court & Forster[1].
- Colaranea flavomaculata (Urquhart, 1890); trasferita dal genere Araneus, nel 1988 ne è stata riscontrata una sinonimia con Colaranea viriditas (Urquhart, 1887) a seguito di un lavoro di Court & Forster.
- Colaranea galbana (Urquhart, 1891); trasferita dal genere Araneus, nel 1988 ne è stata riscontrata una sinonimia con Colaranea viriditas (Urquhart, 1887) a seguito di un lavoro di Court & Forster.
- Colaranea viriditas hastata (Urquhart, 1887); trasferita dal genere Araneus, nel 1988 ne è stata riscontrata una sinonimia con Colaranea verutum (Urquhart, 1887) a seguito di un lavoro di Court & Forster.
- Colaranea viriditas lineola (Urquhart, 1887); trasferita dal genere Araneus, nel 1988 ne è stata riscontrata una sinonimia con Colaranea verutum (Urquhart, 1887) a seguito di un lavoro di Court & Forster.
- Colaranea viriditas veruina (Urquhart, 1887); trasferita dal genere Araneus, nel 1988 ne è stata riscontrata una sinonimia con Colaranea verutum (Urquhart, 1887) a seguito di un lavoro di Court & Forster.